# Velká Kraš
Velká Kraš é uma comuna checa localizada na região de Olomouc, distrito de Jeseník.